# Касогия
Касо́гия (Каса́хия) — макротопоним, обозначаювший территорию обитания касогов в средние века, до монголо-татарского вторжения.

## Первое упоминание
В частности, Константин Багрянородный (957 год), в своем труде «Об управлении империей» сообщал:
(Пункт 42.) Выше Зихии лежит страна, именуемая Папагия, выше страны Папагии — страна по названию Касахия, выше Касахии находятся Кавказские горы, а выше этих гор — страна Алания.
(Пункт 53.) (Повествование о крепости Херсон) Следует знать, что в Зихии, у места Паги, находящегося в районе Папагии, в котором живут зихи, имеется девять источников, дающих нефть, но масло девяти источников не одинакового цвета, одно из них красное, другое — жёлтое, третье — черноватое.
Да будет известно, что в Зихии, в месте под названием Папаги, близ которого находится деревня, именуемая Сапакси, что значит „пыль“, есть фонтан, выбрасывающий нефть.

Отстоят же эти места от моря на один день пути без смены коня.

## О локализации Касахии

### Выводы Клапрота
Наиболее ранней научной работой по идентификацией этнонимов, которые употребил Константин Багрянородный, в 1822 году опубликовал немецкий учёный Клапрот, Юлиус, в котором он сделал следующие выводы:
 — Папагия — это страна черкесов, которые жили на южном склоне Кавказа и в средневековых грузинских хрониках именуются Папагами, а их страна — Папагией. Ещё и сейчас у кабардинцев есть дворянский род, носящий имя Бабаги.
 — Затем следует Касахия или внутренняя страна восточных черкесов, которых осетины ещё и сегодня называют касагами (kasagh), а мингрелы — кашагами (kashag). Это кассоги (kassoghi) русских летописей.
 — После Касахии идет Кавказская гора, которая здесь означает снежную вершину Эльбруса, из северного склона которого вытекает Кубань. За Кавказской горой находится страна аланов. Таким образом, этот народ (аланы) занимал современную территорию осетин, жилища которых ещё и сегодня начинаются в нескольких лье от подошвы горы Эльбрус.
А. В. Гадло, считал, что вышеупомянутое Сапакси (Шапакси) возможно есть раннее обозначение шапсугов.

### Современные версии
Большинство учёных (в том числе Лавров Л. И., 1955; Волкова Н. Г., 1973; Алексеева Е. П., 1992; Гадло А. В., 1994) указывают, что касоги/касахи/кашаки, упоминаемые в письменных источниках X века и позднее, вместе с родственными им зихами, являлись предками современных адыгов, а также вероятно участвовало в этногенезе современных казаков. В наши дни осетины до сих пор называют кабардинцев  «кæсæг/кæсгон»; близко ему и сванское название адыгов и т.д. Возможно, отголосок забытого этнонима сохранила родословная книга, использованная для написания «Истории адыгейского народа», в которой сообщается о прадеде знаменитого князя Инала по имени Кес.
Среди учёных, при локализации Касахии, сведения от вышеуказанных авторов (Аль-Масуди и Константин Багрянородный), считаются наиболее информативными и достоверными.
Известны три наиболее значимых версии локализации Касахии, а именно:
- По версии Е. П. Алексеевой (1954) — Касахия охватывала северные склоны кавказского хребта от бассейна Малой Лабы до предгорий Западного Закубанья.
- По версии Л. И. Лаврова (1955) — Касахия занимала все пространство от реки Лабы до берегов Чёрного моря.
- По версии Н. Г. Ловпаче (1978) — Касахии охватывала верховьях Лабы и Белой.

В популярной литературе известны и другие, альтернативные версии локализации.